# Nyctophila syriaca
Nyctophila syriaca là một loài bọ cánh cứng trong họ Đom đóm (Lampyridae). Loài này được Baudi di Selve miêu tả khoa học năm 1871.